# Починок (Пречистенское сельское поселение)
Починок — деревня в Никологорском сельском округе Пречистенского сельского поселения Первомайского района Ярославской области России. 

## География
Деревня расположена в 13 км на запад от райцентра посёлка Пречистое.

## История
В конце XIX — начале XX века деревня являлась центром Черностанской волости Любимского уезда Ярославской губернии.
С 1929 года деревня входила в состав Никологорского сельсовета Даниловского района, в 1935 — 1963 годах в составе Пречистенского района, с 1965 года — в составе Первомайского района, с 2005 года — в составе Пречистенского сельского поселения.

## Население
| 1859 | 2002 | 2007 | 2010 |
| ---- | ---- | ---- | ---- |
| 104  | ↘42  | ↘37  | →37  |